# دیوید گرین‌والت
دیوید گرین‌والت (انگلیسی: David Greenwalt؛ زادهٔ ۱۶ اکتبر ۱۹۴۹) فیلم‌نامه‌نویس، تهیه‌کننده تلویزیونی، کارگردان تلویزیونی، کارگردان فیلم، و تهیه‌کننده فیلم اهل ایالات متحده آمریکا است.
از فیلم‌ها یا مجموعه‌های تلویزیونی که وی در آن‌ها نقش داشته‌است، می‌توان به کلاس، پرونده‌های ایکس، بافی قاتل خون‌آشام‌ها، آنجل، گروگان و گریم اشاره نمود.